# کله‌خر (فرنچایز)
کله‌خر (به انگلیسی: Jackass) یک مجموعه تلویزیونی کمدی واقع‌نما و فرنچایز رسانه‌ای آمریکایی است که توسط جف ترمین، اسپایک جونز و جانی ناکسویل ساخته شده‌است. این مجموعه در ابتدا برای سه فصل کوتاه از ام‌تی‌وی بین اکتبر ۲۰۰۰ و اوت ۲۰۰۱ پخش شد و تکرار آن تا سال ۲۰۰۲ ادامه یافت. در این نمایش ۹ بازیگر حضور داشتند که با یکدیگر یا مردم بدلکاری و شوخی می‌کردند. جانی ناکسویل، بام مارگرا، کریس پونتیوس، دیو انگلند، رایان دان، استیو-او، جیسون «وی من» اکونیا، ارن مک‌گیهی و پرستون لیسی از بازیگران آن بودند.
این نمایش به دلیل بی‌ادبی و تشویق رفتارهای خطرناک بحث‌برانگیز بود و پس از اینکه ام‌تی‌وی پخش آن را در سال ۲۰۰۲ پایان داد، به یک فرنچایز رسانه‌ای تبدیل شد که شامل هشت فیلم اسپین‌آف؛ هشت فیلم بلند منتشر شده توسط پارامونت پیکچرز؛ چهار فیلم در قالب دی‌وی‌دی؛ یک بازی ویدئویی؛ یک بازی موبایل؛ یک دی‌وی‌دی از تکه‌های منتشر نشده که در برنامهٔ تلویزیونی اصلی استفاده نشده‌است؛ یک وب‌سایت از بین‌رفته شامل وبلاگ‌ها و ویدیوها، کالاها و چندین ویدیوی دیگر که به روش‌های مختلف منتشر شده‌اند. این نمایش در فهرست «کلاسیک‌های جدید تلویزیونی انترتینمنت ویکلی» در رده ۶۸ قرار گرفت و بخش مهمی در فرهنگ عامه آمریکایی دهه ۲۰۰۰ است.

## فیلم‌ها
| عنوان                                                 | تاریخ انتشار    | کارگردان   | شرکت تولید                             |
| ----------------------------------------------------- | --------------- | ---------- | -------------------------------------- |
| کله‌خر: فیلم                                           | ۲۵ اکتبر ۲۰۰۲   | جف ترمین   | دیک‌هاوس پروداکشنز لینچ سیدرو پروداکشنز |
| کله‌خر شماره ۲                                         | ۲۲ سپتامبر ۲۰۰۶ | جف ترمین   | دیک‌هاوس پروداکشنز لینچ سیدرو پروداکشنز |
| کله‌خر تقدیم می‌کند: ادای احترام مت هافمن به ایول نایول | ۱ اوت ۲۰۰۳      | الیسا لیسی | دیک‌هاوس پروداکشنز ام‌تی‌وی فیلمز         |
| کله‌خر سه‌بعدی                                          | ۱۵ اکتبر ۲۰۱۰   | جف ترمین   | دیک‌هاوس پروداکشنز ام‌تی‌وی فیلمز         |
| کله‌خر تقدیم می‌کند: بابا بزرگ بد                       | ۲۵ اکتبر ۲۰۱۳   | جف ترمین   | دیک‌هاوس پروداکشنز ام‌تی‌وی فیلمز         |
| کله‌خر برای همیشه                                      | ۴ فوریه ۲۰۲۲    | جف ترمین   | دیک‌هاوس پروداکشنز ام‌تی‌وی فیلمز         |

## بازخورد

### عملکرد گیشه
| کله‌خر: فیلم | ۲۵ اکتبر ۲۰۰۲   | ۶۴٬۲۵۵٬۳۱۲  | ۱۵٬۲۳۸٬۵۱۹  | ۷۹٬۴۹۳٬۸۳۱  | ۵ میلیون    | [ ۲ ] |
| کله‌خر شماره ۲ | ۲۲ سپتامبر ۲۰۰۶ | ۷۲٬۷۷۸٬۷۱۲  | ۱۱٬۸۳۹٬۸۲۰  | ۸۴٬۶۱۸٬۵۳۲  | ۱۱٫۵ میلیون | [ ۳ ] |
| کله‌خر سه‌بعدی | ۱۵ اکتبر ۲۰۱۰   | ۱۱۷٬۲۲۹٬۶۹۲ | ۵۴٬۴۵۶٬۱۰۰  | ۱۷۱٬۶۸۵٬۷۹۲ | ۲۰ میلیون   | [ ۴ ] |
| کله‌خر تقدیم می‌کند: بابا بزرگ بد                                                                                        | ۲۵ اکتبر ۲۰۱۳   | ۱۰۲٬۰۰۳٬۰۱۹ | ۴۹٬۸۲۸٬۵۱۸  | ۱۵۱٬۸۳۱٬۵۳۷ | ۱۵ میلیون   | [ ۵ ] |
| کله‌خر برای همیشه | ۴ فوریه ۲۰۲۲    | ۵۷٬۷۴۳٬۴۵۱  | ۲۲٬۵۹۶٬۷۶۷  | ۸۰٬۳۴۰٬۲۱۸  | ۱۰ میلیون   | [ ۶ ] |
| مجموع | مجموع           | ۴۱۱,۱۲۲,۲۰۷ | ۱۴۸,۵۶۲,۹۵۷ | ۵۵۹,۶۸۵,۱۶۴ | ۶۱٫۵ میلیون | [ ۷ ] |
| توضیحات فهرست - ارقام به دلار آمریکا ارائه شده‌اند. - سلول خاکستری تیره نشان می‌دهد که اطلاعاتی برای فیلم در دسترس نیست. |                 |             |             |             |             |       |

### پاسخ انتقادی و عمومی
| فیلم                            | راتن تومیتوز  | متاکریتیک   | سینماسکور |
| ------------------------------- | ------------- | ----------- | --------- |
| کله‌خر: فیلم                     | ۴۹٪ (۹۴ نقد)  | ۴۲ (۱۴ نقد) | A−        |
| کله‌خر شماره ۲                   | ۶۴٪ (۱۰۳ نقد) | ۶۶ (۲۳ نقد) | B+        |
| کله‌خر سه‌بعدی                    | ۶۵٪ (۱۱۳ نقد) | ۵۶ (۲۳ نقد) | B+        |
| کله‌خر تقدیم می‌کند: بابا بزرگ بد | ۶۱٪ (۱۰۹ نقد) | ۵۴ (۲۹ نقد) | B         |
| کله‌خر برای همیشه                | ۸۶٪ (۱۵۲ نقد) | ۷۴ (۳۹ نقد) | B+        |